# Ultimatum (film, 1938)
Pour les articles homonymes, voir Ultimatum.
Pour plus de détails, voir Fiche technique et Distribution.
Ultimatum est un film d'espionnage français de Robert Wiene sorti en novembre 1938.
Il a été achevé par Robert Siodmak, Robert Wiene étant décédé le 17 juillet 1938 avant la fin du tournage.

## Synopsis
En 1914, dans les jours qui suivent l'attentat de Sarajevo, un officier autrichien essaye de sauver son ami, un officier serbe en mission en Autriche, alors que les menaces de guerre planent sur l'Europe.

## Fiche technique
- Titre : Ultimatum
- Réalisation : Robert Wiene, Robert Siodmak
- Scénario : Pierre Allary d'après un roman de Ewald Bertram
- Dialogues : Alexandre Arnoux
- Photographie : Jacques Mercanton et Ted Pahle
- Musique : Adolphe Borchard
- Pays de production :  France
- Format : Noir et blanc — 35 mm — 1,37:1 — Son : Mono
- Genre : Film dramatique, Film d'espionnage, Film de guerre
- Durée : 83 minutes (1 h 23)
- Date de sortie : 
  - France : 8 novembre 1938

## Distribution
- Erich von Stroheim : General Simovic
- Abel Jacquin : Captaine Karl Burgstaller
- Bernard Lancret : Stanko Salic
- Dita Parlo : Anna Salic
- Georges Rollin
- Marcel André
- Raymond Aimos
- Lila Kedrova
- Pierre Nay